# Indre produkt
Et indre produkt er i matematikken en funktion {\displaystyle f\colon V\times V\rightarrow \mathbb {R} } eller {\displaystyle f\colon V\times V\rightarrow \mathbb {C} }, hvor V er et reelt hhv. komplekst vektorrum, der opfylder tre betingelser. Værdien {\displaystyle f(\mathbf {u} ,\mathbf {v} )} skrives dog normalt {\displaystyle \langle \mathbf {u} ,\mathbf {v} \rangle }.
Lad os først se på det reelle tilfælde, så lad i det følgende u, v, w være vilkårlige vektorer i et reelt vektorrum V, og r, s være vilkårlige reelle tal. Nu skal et indre produkt opfylde:
1. {\displaystyle \langle r\mathbf {u} +s\mathbf {v} ,\mathbf {w} \rangle =r\langle \mathbf {u} ,\mathbf {w} \rangle +s\langle \mathbf {v} ,\mathbf {w} \rangle } og {\displaystyle \langle \mathbf {u} ,r\mathbf {v} +s\mathbf {w} \rangle =r\langle \mathbf {u} ,\mathbf {v} \rangle +s\langle \mathbf {u} ,\mathbf {w} \rangle }.
2. {\displaystyle \langle \mathbf {u} ,\mathbf {v} \rangle =\langle \mathbf {v} ,\mathbf {u} \rangle }.
3. {\displaystyle \langle \mathbf {v} ,\mathbf {v} \rangle \geq 0} og {\displaystyle \langle \mathbf {v} ,\mathbf {v} \rangle =0\Leftrightarrow \mathbf {v} =\mathbf {0} }.

Altså er et indre produkt på et reelt vektorrum en positiv definit ikke-degenereret symmetrisk bilinearform.
Et eksempel på et indre produkt, er prikproduktet på {\displaystyle \mathbb {R} ^{n}}, defineret ved
{\displaystyle \mathbf {u} \cdot \mathbf {v} =\sum _{i=1}^{n}u_{i}v_{i}},
hvor {\displaystyle \mathbf {u} =(u_{1},u_{2},\dots ,u_{n})^{T}} og {\displaystyle \mathbf {v} =(v_{1},v_{2},\dots ,v_{n})^{T}}.

I det komplekse tilfælde er reglerne lidt anderledes. Lad nu u, v, w være vilkårlige vektorer i et komplekst vektorrum V, og z, w være vilkårlige komplekse tal. Nu skal et indre produkt opfylde:
1. {\displaystyle \langle z\mathbf {u} +w\mathbf {v} ,\mathbf {w} \rangle =z\langle \mathbf {u} ,\mathbf {w} \rangle +w\langle \mathbf {v} ,\mathbf {w} \rangle } og {\displaystyle \langle \mathbf {u} ,z\mathbf {v} +w\mathbf {w} \rangle ={\overline {z}}\langle \mathbf {u} ,\mathbf {v} \rangle +{\overline {w}}\langle \mathbf {u} ,\mathbf {v} \rangle }.
2. {\displaystyle \langle \mathbf {u} ,\mathbf {v} \rangle ={\overline {\langle \mathbf {v} ,\mathbf {u} \rangle }}}.
3. {\displaystyle \langle \mathbf {v} ,\mathbf {v} \rangle \geq 0} og {\displaystyle \langle \mathbf {v} ,\mathbf {v} \rangle =0\Leftrightarrow \mathbf {v} =\mathbf {0} }.

Anden del af 1. er ofte udeladt af definitionen, da det følger af 2.
Et vektorrum med et indre produkt, kaldes et indre produkt-rum.
| Matematik | Spire Denne artikel om matematik er en spire som bør udbygges. Du er velkommen til at hjælpe Wikipedia ved at udvide den. |